# Parijs-Roubaix 1955
De 53ste editie van de wielerwedstrijd Parijs-Roubaix werd gereden op zondag 10 april 1955. De Fransman Jean Forestier won na 249 kilometer met een gemiddelde snelheid van 40,74 km/h.
Van de 158 deelnemers haalden er 72 de aankomst. Op de regenachtige dag ontsnapte Forestier. Hij werd direct gevolgd door Fausto Coppi en Louison Bobet maar die beiden weigerden mee voorop te rijden tijdens de ontsnapping. 

## Uitslag
| Plaats  | Naam              | Ploeg               | Tijd     |
| ------- | ----------------- | ------------------- | -------- |
| Winnaar | Jean Forestier    | Follis-Dunlop       | 6u06'42" |
| 2       | Fausto Coppi      | Bianchi-Pirelli     | + 15"    |
| 3       | Louison Bobet     | Mercier-Hutchinson  | z.t.     |
| 4       | Gilbert Scodeller | La Perle-Hutchinson | z.t.     |
| 5       | Raymond Impanis   | Mercier-Hutchinson  | + 42"    |
| 6       | Ernest Sterckx    | L'Avenir            | z.t.     |
| 7       | Hugo Koblet       | Cilo                | z.t.     |
| 8       | Bernard Gauthier  | Mercier-Hutchinson  | z.t.     |
| 9       | Jacques Dupont    | La Perle-Hutchinson | + 1'08"  |
| 10      | Jef Planckaert    | Elvé-Peugeot        | z.t.     |